# Batopedina linearifolia
Batopedina linearifolia là một loài thực vật có hoa trong họ Thiến thảo. Loài này được (Bremek.) Verdc. mô tả khoa học đầu tiên năm 1953.